# プロ野球ファミリースタジアム'87
『プロ野球ファミリースタジアム'87』（プロやきゅうファミリースタジアムはちじゅうなな、Family Stadium '87）は、1987年12月22日にナムコ（後のバンダイナムコエンターテインメント）から発売された日本のファミリーコンピュータ用ゲームソフト。「ナムコット ファミリーコンピュータゲームシリーズ」第36弾。
前作『プロ野球ファミリースタジアム』と同じデザインのパッケージに「87年度版!」と書かれたシールが貼られているため、資料によっては「プロ野球ファミリースタジアム '87年度版」が正式名称とされている場合もあるが、本項ではタイトル画面の表示と双葉社から刊行されたガイドブックの表題に従い「プロ野球ファミリースタジアム'87」とする。

## 概要
基本的には前作のマイナーチェンジ版となっている。主な改良点・相違点としては、打者のバッターボックス内での移動範囲が狭くなり、前作よりも投高打低になっている点が挙げられる。また、画面中の表示では打率・本塁打・防御率の表示が「AV→．（小数点）」「HR→本」「ER→防」にそれぞれ変更されている。
球場は前作と同じピッカリ球場のみであるが、ナムコットスポーツ掲載の収容人数が3万→4万に増加している。

## 登場するチーム
球団数が前作の10から12に増加している。ただし、当時の日本野球機構（NPB）加盟12球団が出揃った訳ではない。

### NPB加盟球団をモデルとするチーム
カッコ内はモデルとなった実在のチーム（球団名は発売当時のもの）。
- G：ガイアンツ（読売ジャイアンツ）
- D：ドラサンズ（中日ドラゴンズ）
- C：カーズ（広島東洋カープ）
- S：スパローズ（ヤクルトスワローズ）
- W：ホイールズ（横浜大洋ホエールズ）
- T：タイタンズ（阪神タイガース）
- L：ライオネルズ（西武ライオンズ）
- B：ブラボーズ（阪急ブレーブス）
- R：レイルウェイズ（南海・近鉄の連合チーム）
- F：フーズフーズ（日本ハム・ロッテの連合チーム）

阪急ブレーブスが1987年シーズンにパ・リーグ2位と好調であったことからレイルウェイズより独立し、単独チームとなった。フーズフーズは依然として日本ハム・ロッテ連合チームのままであるが、デモ画面に限りロッテオリオンズがモデルのオリエンツ（Oチーム）が別に登場する（プレイヤーの手で操作することは出来ない）。
また、前作でガイアンツの代打枠に登録されていたおうやスパローズのリリーフに登録されていたやすだといった一部チームにあった引退選手枠が廃止されている。

### その他のチーム
- M：メジャーリーガーズ - アメリカ大リーグのオールスターチーム
- N：ナムコスターズ - ナムコキャラクターのオールスターチーム

ナムコスターズは前作に引き続いての登場であるが、本作が初登場となるアメリカ大リーグの選抜チーム・メジャーリーガーズは160km/h台の剛速球を投げるエースのらいあん、全選手中最多の61本塁打を誇る5番のまくが（4番はかあたあが務めている）を筆頭に、投打のいずれも飛び抜けた能力を誇る選手が揃っている。